# Canard
Il termine canard indica dei fogli di notizie circolanti già a partire dalla fine del Quattrocento.
Il termine canard deriva dal francese e significa "anatra", ma, per traslato, riferendosi allo starnazzare dell'animale apparentemente immotivato e petulante, venne ad assumere il significato di falsa notizia, pettegolezzo.

## Descrizione
I canard quattro e cinquecenteschi contenevano solitamente una sola tipologia di argomento, come ad esempio notizie sulle guerre contro i turchi o notizie di carattere locale, come miracoli, catastrofi, passaggi di principi. 
Le notizie erano accompagnate da illustrazioni particolarmente immaginifiche, come per i diluvi di  Roma e Firenze del 1557 o un serpente mostruoso avvistato a Cuba nel 1576, un dragone volante avvistato nei cieli di Parigi nel 1579 un bambino risorto da morte apparente a Lione nel 1619 .

## Importanza storica
Non si può certo affermare che i canard rappresentino gli esordi del giornalismo, tuttavia si tratta di un passo importante nella direzione di una cultura della notizia, di un pubblico che desidera tenersi al corrente di ciò che avviene nella realtà circostante e di un'impresa (non ancora di tipo giornalistico) che tenta di rispondere a tale domanda.